# Radovljica
Radovljica este un oraș din comuna Radovljica, Slovenia, cu o populație de 5.937 de locuitori.